# مع الموسيقى: ذكريات ودراسات
مع الموسيقى: ذكريات ودراسات  كتاب للأكاديمي المصري فؤاد زكريا (1927 - 2020) صدر عام 1971 عن الهيئة المصرية العامة للتأليف والنشر في 187 صفحة. يتكون الكتاب من مقالات نشر بعضها متفرقا قبل جمعها في هذا الكتاب ليقدم عرضاً تفصيلياً لتاريخ الموسيقى العالمي، ويناقش بعضا من مشكلاتها، متطرقاً إلى الموسيقى الشعبية، ومستقبل الموسيقى في مصر، إلى جانب تجربته الذاتية حيث يقول عنها إنها صفحة من حياته يعتز بها.

## محتوى الكتاب
مقدمة - مع الموسيقى … في رحلة الحياة - الإيقاع بين الحياة والفن - علم الآثار الموسيقية - خواطر حول الموسيقى الشعبية - مستقبل الموسيقى في مصر - الأساس العقلي للموسيقى الحديثة - محنة الموسيقى الغربية المعاصرة - موسيقى وآلات وضجيج.

## مقتطفات من الكتاب
سوف يدرك القارئ أن هذه المقالات لم تُنشر بترتيب ظهورها، بل لقد حاولت أن أرتِّبها بحسب تاريخ الموضوعات التي تتناولها. وهكذا يمكن أن يُقال إنها تقدِّم عرضًا لجوانبَ من تاريخ الموسيقى في مراحله المختلفة من العالم القديم إلى العالم الحديث إلى العالم المعاصر. ولست أدَّعي أنني أقدِّم بذلك دراسة تاريخية متعمقة للموسيقى، بل إنني لم أهدف إلا إلى إلقاء أضواء على مشكلات أُثيرت في مراحل متباينة من تاريخ هذا الفن؛ فإذا استطاعت هذه الخواطر والمقالات والدراسات أن تثير في ذهن القارئ مزيدًا من الأفكار، وتزيد من إحساسه بالأبعاد العميقة لهذا الفن الرفيع، فإني أكون قد حققت بها كلَّ ما استهدفته بكتابتها من الغايات.
.....
كان من الشائع، وقتًا ما، أن تُقسَّم الموسيقى فئتين: فئة للعامة وفئة للخاصة. وموسيقى العامة هي تلك الألحان الخفيفة، الراقصة في الغالب، التي تستطيع الجماهير الغفيرة من الناس تذوُّقها وترديدها دون عناء، وتجد في ذلك لذة تخفِّف عنها عناء العمل اليومي الشاق. إنها موسيقى جسم مكدود وذهن متعَب، لا تقتضي من السامع جهدًا، بل هي على العكس من ذلك قد تكون له معينًا على بذل المزيد من الجهد. أما موسيقى الخاصة فإن النفس لا تدرك ما فيها من انسجام وتوافق إلا بعد أن تكون قد تدرَّبت على بذل نوعٍ من الجهد الذهني يتيح لها أن تتتبَّع الخيوط المختلفة للحن، والمسارات غير المتوقَّعة للإيقاع، وتجمع ذلك كله في وحدة متآلفة؛ فهي إذن موسيقى تعتمد أول ما تعتمد على قدْر من التركيز الذهني لا يتوفِّر إلا لقلة من البشر، تسمح لهم ظروف حياتهم بأن ينعموا بهذا الترف، تمامًا كما كان التفكير الفلسفي وقتًا ما ترفًا لا يملك الاستمتاع به إلا القليلون.
.....
هل هذه السذاجة والسطحية طبيعة كاملة في «الشعب» أم أنها شيء مفروض عليه؟ يكفي أن يستمع المرء - مثلًا - إلى جماعةٍ من البنائين وهم يستعينون بلحنٍ بسيط على أداء عملهم الشاق الرتيب ليجد الجواب البليغ عن هذا السؤال. إن خشونة اللحن وبدائيته ليست إلا المقابل الطبيعي لخشونة حياة هذا الإنسان وقسوتها. وليس مما يتمشَّى مع طبائع الأشياء أن نتوقَّع لحنًا جميلًا، رقيقًا، من إنسانٍ يفتك به المرض ويظلم حياته الجهل. وكل تراث ينتقل إلى شخص كهذا لا بُدَّ أن يكون تراثًا من البؤس والحسرة والإحساس الحاد بالاضطهاد، ينعكس على ألحانه، إذا كان لديه من الوقت أو من المزاج ما يجعله ينشئ لحنًا، أو إذا جاز لنا أن نسمي زفرات الألم من خلال ثقوب قطعة البوص («الناي الحزين»، على حد تعبير كُتَّابنا الرومانتيكيين) ألحانًا. فكيف نتوقَّع من تلك الألحان ما نتوقعه من موسيقى شعوبٍ تتغنَّى بجمال الطبيعة والحياة وتفيض بها البهجة فتنشد أنغامًا مرحة متوثبة؟ هل يحق لأحد أن يلوم إنسانًا لا يتذكَّره أحد على مر آلاف السنين، إذا كانت الألحان التي يتغنَّى بها صورة طبق الأصل لصحته المعتلة، ومعدته الجائعة، وملابسه المهلهلة، وبؤسه الذي لا أمل فيه؟
.......
ما هي مظاهر محنة الموسيقى في مصر؟
للموسيقى - بوجه عام - لحظات ثلاث: لحظة التأليف، وذلك بالمعنى الواسع لهذه الكلمة، وهو يشمل تأليف الألحان وتأليف الكلمات معًا؛ ولحظة الأداء، وهو يشمل الأداء الصوتي في الغناء، والعزف على الآلات؛ ولحظة الاستماع. فالعلاقة الموسيقية إذن ثلاثية: بين المؤلف والقائم بالأداء والمستمع؛ فلنتحدث عن كل عنصر من عناصر هذه العلاقة على حدة. أما التأليف الموسيقي عندنا فلا شك في انحدار مستواه، وأستطيع أن أقول مطمئنًّا إن الأكثرية من مؤلفينا الموسيقيين غير مثقفة فنيًّا. وقد يبدو هذا القول غريبًا، ولكن يكفي أن يدرك القارئ أن «العالِم» من مشاهير الملحنين هو مَن يعرف التدوين الموسيقي، وقراءة المدوَّنات (النوتة)، مع أن هذه من الأوليات التي يجيدها تلاميذ المدارس الابتدائية في البلاد المتقدمة! أمَّا الباقون، وهم كثيرون، فحتى هذه الأوَّليات لا يعرفونها. ومن المؤسف حقًّا أن جهود هؤلاء المؤلفين الموسيقيين جميعًا لا تنصرف إلى التزوُّد بالعلم الصحيح، وحسبهم تلك الثروات الضخمة التي تنهال عليهم، ففيمَ الحاجة إلى العلم إذن، ما دامت الغاية قد تحقَّقت؟
قد يكون هذا الحكم قاسيًا، وقد تكون لهجته عنيفة، ولكني أقولها صراحة: إننا في حاجة إلى جيلٍ آخر من الموسيقيين، نحن في حاجة إلى جيلٍ من الموسيقيين «العلماء» بالمعنى الصحيح لهذه الكلمة، يقضي الواحد منهم سنوات طويلة من عمره في دراسةٍ شاقة مضنية، يجني ثمرتها في النهاية، ولا يتوقَّف عن تحصيل المزيد من العلم طوال حياته، مهما أصاب من نجاح … فالفنون اليوم لم تَعُد تلقائية، ولم تَعُد الفطرة السليمة تجدي فتيلًا إن لم تصحبها دراسة عميقة. والعلم قد تغلغل في كل نواحي حياة الإنسان، حتى في نتاج خياله … فمَن من موسيقيينا الحاليين أدرك ذلك؟ ومَن منهم عمل على تحقيق هذا الهدف؟
.......
الموسيقى الإلكترونية مدرستان: مدرسة كولونيل، بألمانيا، وعلى رأسها «شتوكهاوزن»، ومدرسة نيويورك، وعلى رأسها «جون كيج». أما الأول فقد بلغ به التحمُّس لتجديداته حدًّا جعله يؤكد أن قاعات الموسيقى الحالية لا تصلح ل «عصر الفضاء» الذي نعيش فيه، وأن من الواجب أن تأتي الموسيقى في المستقبل إلى المستمع من ستة اتجاهات: من أمامه وخلفه وفوقه وتحته ومن الجانبين. وهكذا وضع تصميم مسرح يجلس فيه المستمعون معلِّقين في رصيف مركزي، وكأنهم في جزيرة تحيط بها الأصوات الإلكترونية من كل جانب. وأما زميله الأمريكي فهو أقدم منه عهدًا في الإغراب؛ إذ بدأ يتحدث منذ العقد الرابع من هذا القرن عن الإمكانيات الصوتية الهائلة التي لم يستطلعها الإنسان أو يقترب منها بعدُ، ويتصور الموسيقى على أنها طريقة للإصغاء إلى إيقاع نفس هذه الحياة التي نحياها؛ فيكفي أن يستمع الإنسان وهو يسير في شوارع مدينة حديثة، أو يعمل في مصنع حديث، إلى الأصوات المحيطة به من كل جانب، ليدرك أن العصر الذي نعيش فيه يأتينا بأصواتٍ وإيقاعات لم تعرفها العصور السابقة قطُّ، وأنه بالتالي يقتضي موسيقى تختلف عن كل ما عرفته الأذن البشرية من قبلُ.
......
أروي، في ختام هذا المقال، قصة برنامج إذاعي طريف استمعت إليه ذات مرة، وينطوي في ذاته على تفنيدٍ حاسم لهذه الاتجاهات المفرطة في غرابتها؛ ففي أواخر عام 1961 استمعت إلى تسجيل إذاعي منقول عن «البرنامج الثالث» للإذاعة البريطانية، تضمَّن خدعة فنية طريفة قام بها ناقد موسيقي إنجليزي؛ فقد نشر هذا الناقد بين الأوساط الموسيقية خبرًا عن قدوم موسيقي بولندي من أنصار … الاتجاهات الحديثة المتطرفة اسمه بيوترزاك وقال … إنه سيذيع قريبًا قطعة من مؤلفاته مكتوبة لمجموعة آلات الإيقاع وجهاز التسجيل (وهو أمرٌ لا يُعَدُّ غريبًا في مثل هذه الاتجاهات). وبعد بضعة أيام أُذيعت القطعة ولم تكن في الواقع إلا قطعةً زيَّفها مقدِّم البرنامج نفسه، ليس فيها عازف طبول ولا جهاز تسجيل، وكل ما فعله مقدِّم البرنامج هو أنه وضع الطبول أمامه وأخذ يتنقل من واحدة إلى الأخرى يركلها بقدميه أو يدفعها بيديه، كما أخذ يصطنع أصواتًا أمام «الميكروفون»، فينفخ في السماعة أو ينقرها أو «يطرقع» أصابعه أمامها، وبمثل هذا العزف الخادع استمرت القطعة من بدايتها إلى نهايتها.
وبدأت خطابات المستمعين وتعليقات النقاد تتوالى؛ فأعرب معظم المستمعين عن عدم إعجابهم بالقطعة، وإن كان بعضهم قد ذكر أنها فتحت آفاقًا جديدة، غير مطروقة، لآذانهم في عالم الصوت، وأنها كانت تجرِبة شيقة في عالمٍ عذري من الأصوات التي لم تألفها الأذن من قبلُ (وهؤلاء بالطبع هم فئة المتحذلقين الذين يريدون إثبات سَعة أفقهم بأي ثمن، وهم أسهل الناس وقوعًا في مثل هذا الخطأ). أما النقاد المحترفون فقد أجمعوا تقريبًا على أن القطعة ضئيلة القيمة من حيث هي عمل موسيقي، ولكن أحدًا منهم لم يكتشف الخدعة أو يشك في وجودها. ثم كشف صاحب البرنامج عن سر الخدعة، ودعا اثنين من النقاد الذين كتبوا عن هذه القطعة إلى ندوة إذاعية، وكانت وجهة نظر هذين الأخيرين أن النقاد لم ينخدعوا؛ لأنهم أجمعوا على أنها عمل رديء. ولكن الاعتراض الحاسم الذي وجَّهه مقدِّم البرنامج إليهم هو أن النقاد قد رأَوا في تلك القطعة «عملًا فنيًّا» على أية حال، وأصدروا حكمهم على هذا الأساس. وهذه هي المشكلة الكبرى؛ فالموسيقى الحديثة قد وصلت، بفضل هذه الاتجاهات، إلى المرحلة التي أصبح من الممكن فيها أن يُنظر إلى العمل اللافني على أنه عمل فني، وهذا أمر كان يستحيل حدوثه أيام موتسارت أو بيتهوفن. صحيح أن كل عصر كانت له موسيقاه الرديئة، ولكن مثل هذه الخدعة كانت مستحيلة من قبل، ولم يكن من الممكن أن يأخذ النقاد مثل هذه الأعمال الخادعة مأخذ الجد، أو يصدروا حكمهم عليها بوصفها عملًا فنيًّا.
وهذا في رأيي هو التفنيد الحاسم لمثل هذه الاتجاهات التجديدية المتطرفة في الموسيقى، بل في غيرها من الفنون أيضًا؛ فقد تكون الفلسفة الجمالية التي يستند إليها أصحاب هذه المدارس مقنعة أو معقولة، ولكن يظل من الصحيح مع ذلك أن باب الخداع سيُفتح فيها على مصراعيه. وقد يكون معظم هؤلاء الفنانين مخلصين لأفكارهم ولنظرياتهم، ولكن هذه النظريات والأفكار ذاتها لا تستطيع أن تحول دون تسرُّب الأفاقين والمخادعين إلى صفوف الفن، بحيث يظل المستمع أو المتفرج ذاته عاجزًا عن إيجاد معيار قاطع يفصل بين العمل المخلص وبين الغش والخداع. وهكذا فإن إمكان تسرُّب الخداع، والعجز عن إيجاد معيار حاسم يفصل بين العمل الفني والعمل اللافني، هو في رأيي أقوى تفنيد لاتجاهات التطرف المعاصرة، وهو المبرِّر الكافي للعودة إلى النظرة السليمة إلى الفن بوصفه تنظيمًا وتهذيبًا للتجرِبة، وانتقاءً لعناصرَ معيَّنة منها، لا مجرد التقاط عشوائي لأية عناصر صوتية أو لونية أو مادية تدخل في نطاق الإدراك الحسي للإنسان.

## نقد وتعليقات
نشرت صحيفة الخليج الإماراتية في 2 أكتوبر 2020 مقال تحت عنوان «فؤاد زكريا الموسيقى» جاء فيه: «ارتبطت العلاقة بين الفلسفة والفكر والموسيقا على أيدي مفكرين وفلاسفة كثيرين»، ويتابع الكاتب قائلاً: «كان المفكر المصري فؤاد زكريا أحد الذين كتبوا في مجال الموسيقا، إلى جانب مؤلفاته الفكرية الكثيرة»، ويتابع: «ألف كتابين آخرين في الموسيقا هما ريتشارد فاغنر ومع الموسيقا: ذكريات ودراسات .... رأى زكريا أن الموسيقا العربية بشكل عام في حالة تقهقر .... يقول ليس لدينا في الشرق موسيقا بالمعنى الصحيح، والفارق بين الموسيقا المحلية والموسيقا الغربية فارق في الدرجة، وحسب، وليس فارقاً في النوع .... ذلك التماهي بين روح الفيلسوف والفنان، لدى زكريا كان يجعله يفلسف الموسيقا، أو يموسق الفلسفة.»
كتب لوتس عبد الكريم في صحيفة "المصري اليوم" في 22 ديسمبر 2016 عن فؤاد زكريا قائلاً: "له ثلاثة كتب مهمة في الموسيقى الأول صدر في سلسلة المكتبة الثقافية سنة 1971 ميلادية عنوانه "التعبير الموسيقى"، والثانى "ريتشارد فاجنر" وقد صدر في السلسلة نفسها، والثالث عنوانه "مع الموسيقى: ذكريات ودراسات"، وتابع الكاتب: "عندما تترك الكلمات تبدأ الموسيقى. الحقيقة هي العنصر الأكثر أهمية بكل ما تفعله في الموسيقى. الموسيقى هي الفن، وحالماً تصبح فناناً عليك أن تتعلم كيف تتقبل النقد. لو لم أكن فيزيائيا من المحتمل أن أصبح موسيقيا.. غالباً ما أفكر بالموسيقى.. أحلام اليقظة لدىّ موسيقى وأنظر إلى حياتى بدلالة الموسيقى، أجمل أوقاتي هي تلك التي أقضيها بالعزف على الكمان. يجب أن تشعل الموسيقى النار في قلوب الرجال وتجعل عيون النساء تدمع. مثل الموسيقى والفن.. حب الطبيعة هي لغة مشتركة يمكن أن تتجاوز الحدود السياسية أو الاجتماعية."

## وصلات خارجية
https://www.hindawi.org/books/97206270/ مع الموسيقى: ذكريات ودراسات
http://opac.birehlibrary.ps/records/1/2782.aspx%5Bوصلة+مكسورة%5D مع الموسيقى: ذكريات ودراسات
https://www.goodreads.com/book/show/12251485 مع الموسيقى: ذكريات ودراسات
https://www.almasryalyoum.com/news/details/1585593 مع الموسيقى: ذكريات ودراسات